# 中山公园站 (无锡市)
中山公園站位于中华人民共和国江苏省无锡市江阴市虹橋路与人民路交叉口地下，是无锡地铁S1线的地铁车站，为地下二层島式车站。车站站名来源于车站西侧的中山公园。

## 車站構造
中山公園站为地下二层车站，站厅区位于地下一层，设有自动售检票系统、客服中心及11台自动取款机等；地下二楼是乘客购票后进闸候车的站台区。本站设有4个出入口，並设置直升直降的电梯，可以供残疾人使用。
车站站整体采用简约大气的“竹简风”设计，站厅内设有廉洁文化橱窗，通过展现江阴历史和季札、徐霞客、缪燧、张廷璐等清官贤吏的廉洁故事，来宣传推进廉洁文化。

### 楼层分布
| 地面              | 出入口 | 1-4出入口                                                                                                 |
| 地下一层          | 站厅   | 客服中心、自动售票机、验票机                                                                              |
| 地下二层          | 站台   | \| \| \| █ S1线往江阴外滩（江阴外滩） \| \| 島式 · 開左邊车门 \| \| \| \| \| \| █ S1线往南方泉（南门） \| |
|                   |        | █ S1线往江阴外滩（江阴外滩）                                                                              |
| 島式 · 開左邊车门 |        | |
|                   |        | █ S1线往南方泉（南门）                                                                                    |

### 出入口信息
中山公園站共设4个出口，各出口及周围设施如下所示：
|                     | |      |  |
| 出口编号            | 建议前往目的地 | 图片 |  |
| 1 · 出口 · （设有） | 虹桥北路、人民中路、虹桥南路 江阴市城中实验小学、司马街、江阴市城中中心幼儿园、江苏省南菁高级中学实验学校、城中社区党群服务中心、江阴体育馆（中山北路） |      |  |
| 2 · 出口            | 人民中路、虹桥南路 中街、虹桥北路、进贤街 |      |  |
| 3 · 出口            | 虹桥北路、人民中路 寿山路、中山公园、江阴市人民医院城中园区                                                                                             |      |  |
| 图例： 设有         | |      |  |

## 接驳交通
| 南菁实验学校 | 南菁实验学校 | 南菁实验学校 | 南菁实验学校             | 南菁实验学校 |
| 编号         | 路线         | 路线         | 路线                     | 备注         |
| ------------ | ------------ | ------------ | ------------------------ | ------------ |
| 1江阴        | 敔山湾       | ⇆            | 黄田港大桥               |              |
| 2江阴        | 永安         | ⇆            | 江阴中专                 |              |
| 19江阴       | 公交总站     | ⇆            | 白石山                   |              |
| 20江阴       | 杏春         | ⇆            | 新城东                   |              |
| 25江阴       | 公交总站     | ↻            | 公交总站                 |              |
| 32江阴       | 城西         | ⇆            | 江阴法院                 |              |
| 37江阴       | 临港新城     | ⇆            | 江阴高铁站               |              |
| 75江阴       | 公交总站     | ↺            | 公交总站                 |              |
| 76江阴       | 杏春         | ⇆            | 立新                     |              |
| 128江阴      | 梅园路       | ⇆            | 澄西客运站（西石桥小学） |              |